# El detectiu Conan: Quinze minuts de silenci
El detectiu Conan: Quinze minuts de silenci (名探偵コナン　沈黙の１５分, Meitantei Konan: Chinmoku no Kwōtā) és una pel·lícula d'anime japonesa estrenada el 16 d'abril del 2011. És el quinzè film basat en la sèrie manga Detectiu Conan de Gosho Aoyama. Fou nominat als Premis de l'Acadèmia Japonesa del 2012 com a millor film d'animació. Es va estrenar doblat al català el 23 de novembre del 2019.

## Argument
Un dia d'hivern qualsevol, el governador de Tòquio, Yuuichiro Asakura, rep una carta en què s'indica que esclatarà una bomba al metro, el dia abans de la inauguració d'una línia nova. En Conan, que està al cas de la carta, aconsegueix aturar el tren per evitar els explosius, fent servir la veu d'en Shinichi Kudo per a alertar la policia. Posteriorment, en Conan descobreix que el governador va liderar la construcció d'un pantà a Kitanosawa, a la prefectura de Niigata. A causa de les obres, els habitants del poble van haver d'abandonar casa seva. Com que, per les explosions, s'ha cancel·lat el viatge d'Asakura a la presa per celebrar-ne l'aniversari, en Conan pensa que pot trobar informació de l'autor de l'atac a Kitanosawa. Hi va juntament amb els nens de la Lliga de Detectius Júnior, la Ran, en Kogoro i la Sonoko.

## Doblatge
| Shinichi Kudo            | Kappei Yamaguchi         | Òscar Muñoz           |
| Conan Edogawa            | Minami Takayama          | Joël Mulachs          |
| Ran Mouri                | Wakana Yamazaki          | Núria Trifol          |
| Kogoro Mouri             | Akira Kamiya             | Jordi Royo            |
| Genta Kojima             | Wataru Takagi            | Miquel Bonet          |
| Mitsuhiko Tsuburaya      | Ikue Ōtani               | Elisabet Bargalló     |
| Ayumi Yoshida            | Yukiko Iwai              | Berta Cortés          |
| Ai Haibara               | Megumi Hayashibara       | Roser Aldabó          |
| Dr. Hiroshi Agasa        | Kenichi Ogata            | Fèlix Benito          |
| Sonoko Suzuki            | Naoko Matsui             | Eva Lluch             |
| Inspector Megure         | Chafūrin                 | Ramon Canals          |
| Wataru Takagi            | Wataru Takagi            | Marc Gómez            |
| Miwako Sato              | Atsuko Yuya              | Meritxell Sota        |
| Ninzaburo Shiratori      | Kazuhiko Inoue           | Josep Maria Mas       |
| Kazunobu Chiba           | Isshin Chiba             | Aleix Estadella       |
| Toshiro Odagiri          | Kouji Nakata             | Santi Lorenz          |
| Sumiko Kobayashi         | Yuko Kato                | Sílvia Vilarrasa      |
| Keisuke Yamao            | Keiichi Nanba            | Pep Papell            |
| Fuyumi Tachihara         | Mayumi Iizuka            | (Desconeguda)         |
| Mizuki Tono              | Romi Paku                | Roser Vilches         |
| Takehiko Muto            | Hisao Egawa              | Santi Lorenz          |
| Shougo Hikawa            | Toshihiko Seki           | Marc Torrents Manresa |
| Watanabe                 | Yoichi Watanae           | Ivan Cànovas          |
| Touma Tachihara          | Kouki Miyata/Yuko Sanpei | Àlex Molina           |
| Sasamoto                 | Takeshi Kusao            | Jordi Nogueras        |
| Yuichiro Asakura         | Keitaro Aso              | Ivan Cànovas          |
| Kaori Chigusa            | Emiri Kato               | Meritxell Sota        |
| Tomoe Seki               | Yuko Sanpei              | Roser Aldabó          |
| Manabu Sakurai           | Toshihiko Seki           | Josep Maria Mas       |
| Font: Anime News Network |                          |                       |